# 노무라 미쓰구
노무라 미쓰구(일본어: 野村 貢, 1956년 11월 21일 ~ )는 일본의 전 축구 선수이다.

## 국가대표팀 경력
그는 1981년 재팬컵에 참가할 일본 국가대표팀에 발탁되었으며, 6월 2일 중국와의 경기에서 데뷔했다. 1982년 아시안 게임에도 출전했다. 그는 1982년까지 국제 A매치 통산 12경기에 출전했다.

## 통계
| 일본 | 일본 | 일본 |
| 연도 | 출전 | 득점 |
| ---- | ---- | ---- |
| 1981 | 8    | 0    |
| 1982 | 4    | 0    |
| 통산 | 12   | 0    |